# Duncan (Canada)
Duncan è una città di 4 932 abitanti della Columbia Britannica in Canada.